# Centre hospitalier intercommunal de Verdun - Saint-Mihiel
Le centre hospitalier de Verdun - Saint-Mihiel est un centre hospitalier situé dans la région Grand Est et dans le département de la Meuse.

## Historique et description
La première mention écrite évoquant une activité de soins, un établissement charitable sur le site de Sainte-Catherine, remonte à l'année 1093.
En 2014, les établissements hospitaliers de Verdun et de Saint-Mihiel fusionnent pour former le centre hospitalier de Verdun Saint-Mihiel (CHVSM), le 4e plus gros centre hospitalier de Lorraine après le CHRU de Nancy, le CHR de Metz-Thionville et le centre hospitalier d’Épinal. L'établissement compte 1 187 lits et 1 800 professionnels de la santé, répartis sur cinq sites à Verdun et un à Saint-Mihiel. Il s'organise autour de huit pôles : « Anesthésie-réanimation » (SAMU/SMUR), « Chirurgie », « Médecine » (cardiologie, médecine interne...), « Mère-enfant » (maternité, pédiatrie...), « Rééducation, Dépendance, vieillissement » (gériatrie...), « Psychiatrie générale », « Médico-Technique et Hygiène » (imagerie médicale, laboratoire...) et « Secteurs médico-sociaux » (EHPAD, USLD...).
La ville compte trois foyers-logements d'accueil pour les personnes âgées : les résidences Glorieux, Mon repos et Souville. De plus, il existe l'EHPAD privé associatif Saint-Joseph.
La ville accueille plusieurs professionnels de santé : médecins généralistes, pharmaciens, chirurgiens-dentistes, ophtalmologistes, opticiens, kinésithérapeutes...

## Composition
Le centre hospitalier de Verdun - Saint-Mihiel se compose de 5 établissements répartis dans les villes de Verdun ainsi que de Saint-Mihiel. 
À Verdun, 5 établissements sont présents :
1. Site Saint-Nicolas MCO - SSR (426 places)
2. Site gériatrique EHPAD - USLD - SSIAD (342 places)
3. Site Désandrouins Psychiatrie générale - Soins de suite et de réadaptation (171 places)
4. Chanteraine CMP Infanto-juvénile - Hôpital de jour - SAFT (35 places)
5. Site Saint-Joseph Unité d'hospitalisation pour adolescents (10 places)

À Saint-Mihiel, il n'y a qu'un seul établissement :
1. Centre hospitalier Sainte-Anne (203 places)

## Chiffres
Le centre hospitalier intercommunal de Verdun - Saint-Mihiel a une capacité, en 2018, de 1 187 lits et places dont :
- Médecine : 251

- Chirurgie : 98

- Gynéco-obstétrique : 35

- Psychiatrie : 156

- Moyen séjour : 117

- Long séjour : 48

- Hébergement : 377

- HAD : 15

- SSIAD : 90